# ジェリー・スプリンガー・ショー
『ジェリー・スプリンガー・ショー』(The Jerry Springer Show)は、アメリカ合衆国で1991年9月から2018年7月まで放送されていたバラエティ番組・リアリティ番組。シンジケーションとして、全米各地の放送局で主に週末の夕方に放映された。

## 概要
元シンシナティ市長でジャーナリストやコメンテイターなどを務め、後に芸能界でも活躍することになるマルチタレント、ジェリー・スプリンガー（以下、「ジェリー」）が司会を務める「視聴者参加型トークショー」番組。様々な問題を抱えた「素人さん」(カップルや夫婦、親子など)がスタジオに登場し、トークバトルを繰り広げる。時には放送禁止用語が飛び交う事や、素人同士が取っ組み合いのケンカになって、司会のジェリーや屈強なスタッフが止めに入る事も多い。これらの乱闘シーンや番組内容に関しては視聴者から「低俗だ」と頻繁に批判を受けているが、高い視聴率を記録してきた。

## 日本での放送
1998年から2000年9月までテレビ朝日系にて深夜の時間帯に放送されていた。また、この日本版ではナビゲーター役としてアメリカ出身で、当時「鬼嫁キャラ」でブレイクしていたカイヤが務めていた。

## 関連作品
『ジェリー・スプリンガー・ショーの真実:ファイト、カメラ、アクション!』
　　　　　(The Jerry Springer Show: Fight, Camera, Action!)
監督 - ルーク・シーウェル
ジェフリー・スプリンガー・ショーを徹底検証したNetflixドキュメンタリーリミテッドシリーズ。